# Ville Platte
Ville Platte é uma cidade localizada no estado americano de Luisiana, na Paróquia de Evangeline.

## Demografia
Segundo o censo americano de 2000, a sua população era de 8145 habitantes.
Em 2006, foi estimada uma população de 8316, um aumento de 171 (2.1%).

## Geografia
De acordo com o United States Census Bureau tem uma área de
7,9 km², dos quais 7,9 km² cobertos por terra e 0,0 km² cobertos por água. Ville Platte localiza-se a aproximadamente 22 m acima do nível do mar.

## Localidades na vizinhança
O diagrama seguinte representa as localidades num raio de 28 km ao redor de Ville Platte.